# 3. srpen
3. srpen je 215. den roku podle gregoriánského kalendáře (216. v přestupném roce). Do konce roku zbývá 150 dní. Svátek slaví Miluše.

## Události

### Česko
- 1618 – Byl zahájen moravský sněm v Brně, jehož se zúčastnil i Ferdinand II., který žádal stavy o povolení k průchodu císařského vojska do Čech a o polovinu jejich vojska. Stavové mu vyhověli jen v první žádosti.
- 2016 – Vstoupilo v účinnost nařízení rady hlavního města Prahy č. 14/2016 Sb. HMP, které vyloučilo provoz osobních přepravníků, zejména segwayů, ze širšího centra Prahy. Fakticky však zákaz začal platit až později, s umístěním příslušných dopravních značek.

### Svět
- 0881 – Bitva u Saucourtu - západofranský král Ludvík III. s franckým vojskem těžce porazil vojsko vikingských nájezdníků, tzv. Normanů, v bitvě u Saucourtu (dnes Saucourt-en-Vimeu) v Pikardii. Padlo v ní údajně 9 000 Vikingů.
- 1492 – Kryštof Kolumbus vyplul z jihošpanělského přístavu Palos Palos de la Frontera na svoji první objevitelskou výpravu.
- 1778 – V Miláně bylo otevřeno divadlo La Scala.
- 1857 – Louis Pasteur na přednášce pro francouzské výrobce alkoholu zveřejnil ucelený soubor poznatků o kvasinkách a mikrobech, čímž de facto založil nový vědecký obor kvasné chemie pro moderní potravinářství.
- 1914 – První světová válka: Německo vyhlásilo válku Francii a napadlo Belgii.
- 1936 – Olympijské hry v Berlíně: v běhu na 100 metrů zvítězil americký sprinter Jesse Owens.
- 1958 – Atomová ponorka USS Nautilus dosáhla jako první plavidlo Severního pólu.
- 1960 – Nigerská republika vyhlásila nezávislost na Francii.
- 2014
  - Při masakru v iráckém Sindžáru bylo zabito několik tisíc jezídských mužů.
  - Při zemětřesení v Lu-tienu v čínské provincii Jün-nan zemřelo okolo 600 lidí.
- 2015 – Více než 300 obětí si vyžádaly monzunové povodně napříč jižní Asii.

## Narození
Viz též Kategorie:Narození 3. srpna — automatický abecedně řazený seznam.

### Česko

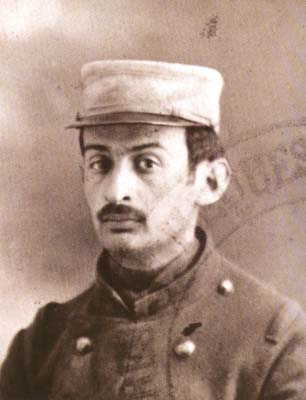
Otto Gutfreund (* 1889)

- 1825 – Josef Alois Kouble, kněz, spisovatel a národní buditel († 7. července 1886)
- 1857 – Gustav Adolf Skalský, teolog a historik († 28. ledna 1926)
- 1858 – Josef Jakubec, básník († 9. června 1889)
- 1863 – František Lipka, boskovický archeolog († 24. prosince 1917)
- 1870 – Heinrich Knesch, československý politik německé národnosti († ?)
- 1881 – J. M. Troska, spisovatel († 3. září 1961)
- 1882 – Vilém Mathesius, jazykovědec a literární historik († 12. dubna 1945)
- 1885 – Vilém Kvasnička, architekt († 26. listopadu 1969)
- 1889
  - Otto Gutfreund, kubistický sochař, průkopník českého novodobého sochařství († 2. června 1927)
  - Jindřich Vacek, hudebník a skladatel († 20. července 1946)
  - Augustin Kliment, československý voják a komunistický politik († 22. října 1953)
  - Petr Fingal, spisovatel, novinář a dramatik († 5. srpna 1940)
- 1891 – Xena Longenová, herečka († 23. května 1928)
- 1893 – Dominik Čipera, československý politik, ministr veřejných prací, starosta Zlína († 3. září 1963)
- 1902 – Vladimír Grégr, architekt († 22. února 1943)
- 1915 – Lumír Čivrný, básník a politik († 8. prosince 2001)
- 1917 – Miroslav Sláma, hokejový reprezentant († 30. listopadu 2008)
- 1920 – Vítězslav Kocourek, spisovatel a překladatel († 30. prosince 1995)
- 1921 – Vladislav Mirvald, výtvarník, pedagog a fotograf († 19. dubna 2003)
- 1925 – Karel Fiala, herec, operní, operetní a muzikálový pěvec († 3. října 2020)
- 1933 – Miroslav Houra, ilustrátor, pedagog, grafik, malíř, typograf († 19. ledna 2006)
- 1938
  - Vladimír Kopecký, fyzik plazmatu  († 17. září 2019)
  - Ludmila Jandová, malířka († 20. října 2008)
- 1940 – Pavel Balcárek, archivář, historik a politik († 30. září 2015)
- 1941 – Jiří Jánský, historik
- 1942
  - Jaroslav Holík, hokejový reprezentant († 17. dubna 2015)
  - Václav Pinta, numismatik
- 1943 – Mnislav Zelený, etnolog, spisovatel a novinář
- 1947 – Vítězslav Jandák, politik a herec
- 1951 – Petr Koháček, knihkupec, propagátor díla bratří Čapků a politik († 9. února 2025)
- 1969 – Ozren Mutak, český klasický kytarista a hudební pedagog chorvatského původu
- 1979 – Vojtěch Dlask, hudební skladatel
- 1989 – Karolína Baranová, divadelní herečka
- 1992 – Petr Zámorský, lední hokejista
- 1994 – Ronald Knot, lední hokejista

### Svět

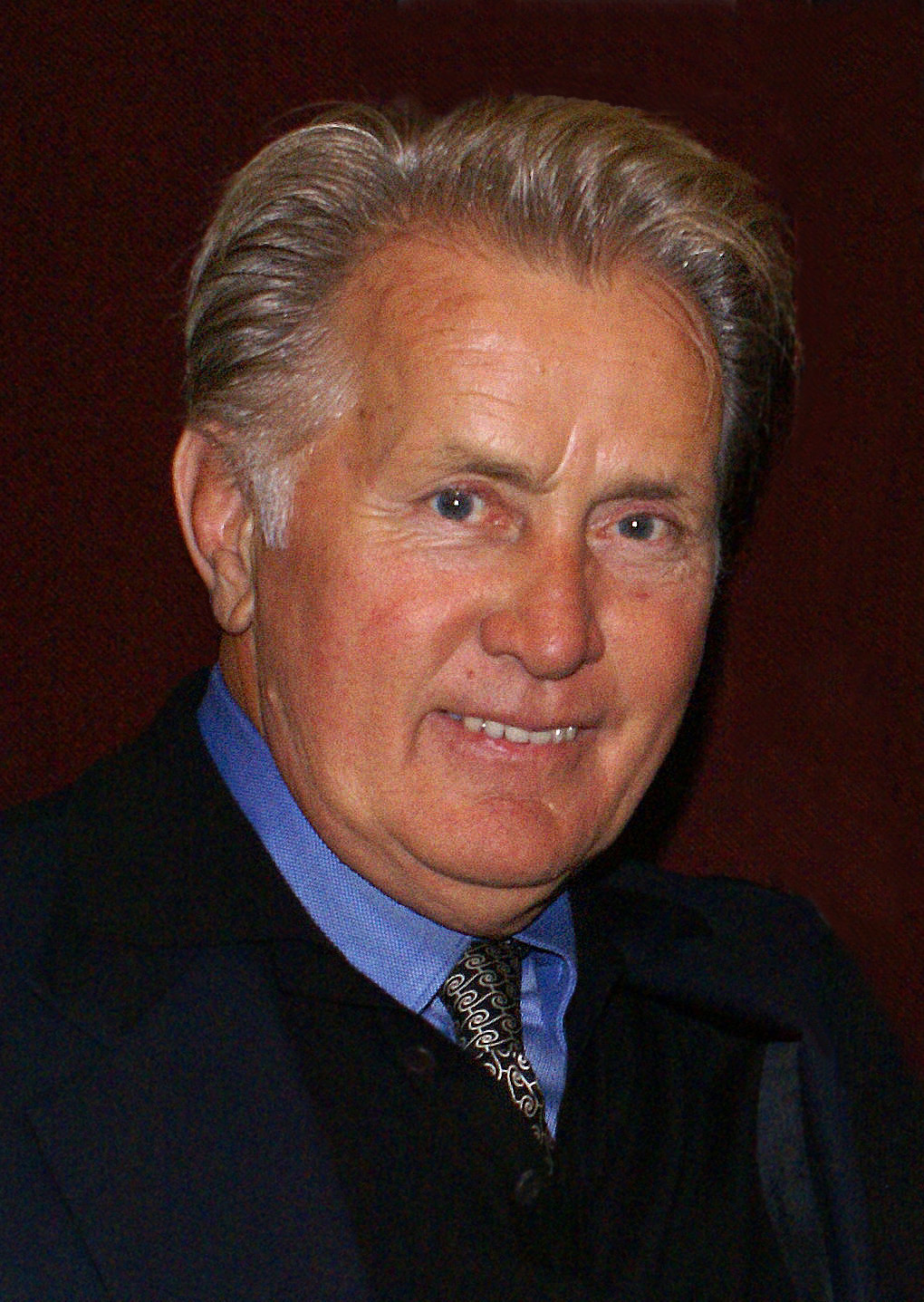
Martin Sheen (* 1940)

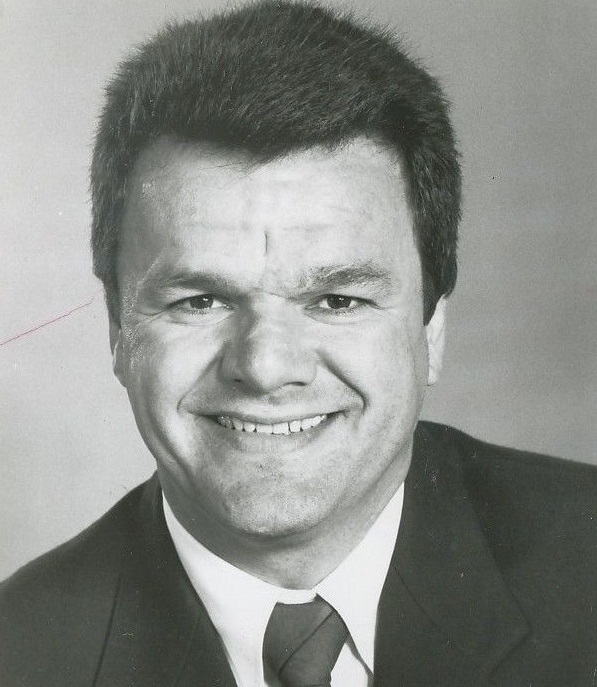
Marcel Dionne (* 1951)

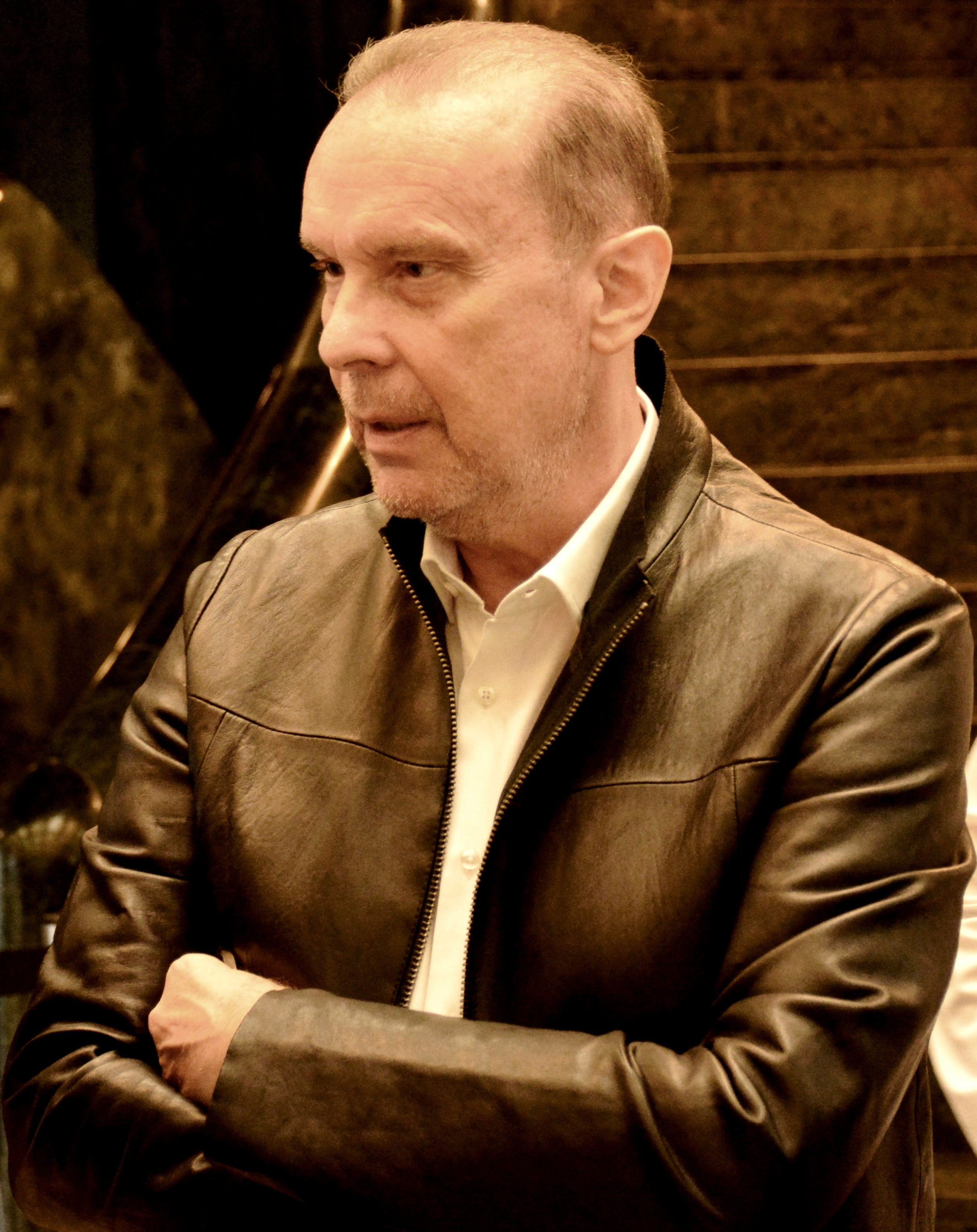
Štefan Margita (* 1956)

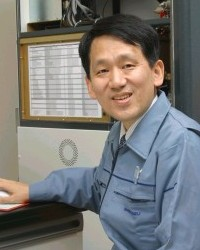
Kóiči Tanaka (* 1959)

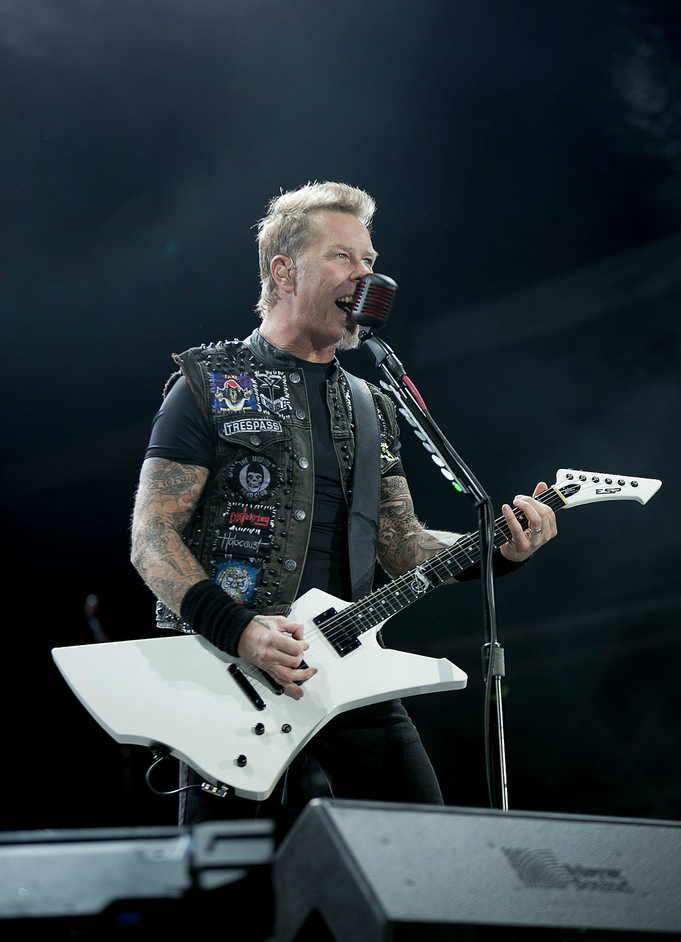
James Hetfield (* 1963)

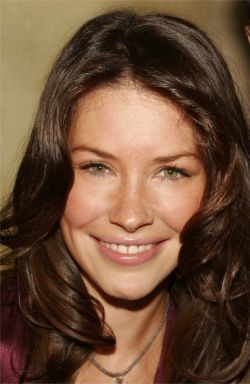
Evangeline Lilly (* 1979)

- 1524 – Kašpar z Logau, vratislavský biskup († 4. června 1574
- 1640 – Daniel Sinapius-Horčička, slovenský barokní spisovatel a překladatel († 1688)
- 1662 – Žofie Henrieta Waldecká, německá šlechtična († 15. října 1702)
- 1766 – Áron Chorin, maďarský reformní rabín († 24. srpna 1844)
- 1770 – Fridrich Vilém III., pruský král († 1847)
- 1811 – Wilhelm Hanstein, německý šachový mistr († 14. října 1850)
- 1817 – Albrecht Fridrich Rakousko-Těšínský, těšínský kníže, rakouský arcivévoda († 18. února 1895)
- 1823 – Francisco Asenjo Barbieri, španělský hudební skladatel († 19. února 1894)
- 1832 – Ivan Zajc, chorvatský hudební skladatel († 16. prosince 1914)
- 1861 – Michel Verne, francouzský spisovatel († 5. března 1925)
- 1863 – Géza Gárdonyi, maďarský spisovatel († 30. října 1922)
- 1867 – Stanley Baldwin, britský politik a předseda britské vlády († 1947)
- 1872 – Haakon VII., norský král († 1957)
- 1882 – Alojz Gradnik, slovinský básník, soudce a překladatel († 14. července 1967)
- 1887 – Rupert Brooke, britský básník († 23. dubna 1915)
- 1890 – Konstantin Melnikov, ruský architekt († 28. listopadu 1974)
- 1896 – Jona Jakir, komunistický politik, sovětský vojenský velitel a teoretik († 11. června 1937)
- 1899 – Louis Chiron, monacký automobilový závodník († 22. června 1979)
- 1901 – Stefan Wyszyński, polský kardinál a bojovník proti komunismu († 1981)
- 1902 – Witold Makowiecki, polský spisovatel († 15. února 1946)
- 1903 – Habíb Burgiba, první tuniský prezident († 6. dubna 2000)
- 1904 – Clifford D. Simak, americký spisovatel science fiction († 25. dubna 1988)
- 1905
  - Friedrich Hartjenstein, velitel koncentračního tábora Auschwitz II (Birkenau) († 20. října 1954)
  - Franz König, rakouský kardinál († 13. března 2004)
- 1907 – Ernesto Geisel, prezident Brazílie († 12. září 1996)
- 1909
  - Walter Van Tilburg Clark, americký spisovatel († 10. listopadu 1971)
  - Neal E. Miller, americký psycholog († 23. března 2002)
- 1916 – José Manuel Moreno, argentinský fotbalista († 26. srpna 1978)
- 1920 – P. D. Jamesová, anglická spisovatelka († 27. listopadu 2014)
- 1921
  - Richard Adler, americký hudební skladatel a textař († 21. června 2012)
  - France Popit, slovinský politik
- 1923 – Šenuda III., 117. alexandrijský patriarcha († 17. března 2012)
- 1924 – Leon Uris, americký spisovatel († 2003)
- 1925
  - Alain Touraine, francouzský sociolog
  - Dominik Tóth, trnavský emeritní biskup († 16. května 2015)
- 1926 – Tony Bennett, americký zpěvák († 21. července 2023)
- 1928 – Cécile Aubryová, francouzská filmová herečka, spisovatelka a televizní scenáristka († 19. července 2010)
- 1929 – Zdzisław Krzyszkowiak, polský olympijský vítěz v běhu na 3000 metrů překážek († 24. března 2003)
- 1934
  - Milan Kiš, slovenský herec († 5. března 2007)
  - Jonas Savimbi, vůdce opozičního hnutí UNITA v Angole († 22. února 2002)
- 1935
  - Georgij Šonin, sovětský vojenský letec a kosmonaut ruské národnosti († 1997)
  - Maria Bieșu, moldavská operní pěvkyně († 16. května 2012)
- 1936
  - Jack Wilson, americký jazzový klavírista († 5. října 2007)
  - Šlomo Breznic, izraelský psycholog, vědec, politik
- 1939 – Jimmie Nicol, anglický bubeník
- 1940
  - Martin Sheen, americký herec
  - Roscoe Mitchell, americký saxofonista
- 1941
  - Martha Stewartová, americká novinářka a televizní moderátorka
  - Hage Geingob, prezident Namibie († 4. února 2024)
- 1946 – John York, americký hudebník
- 1947 – Sean Tyla, britský hudebník († 2. července 2020)
- 1948 – Jean-Pierre Raffarin, francouzský politik
- 1949
  - Philip Casnoff, americký herec, režisér a zpěvák
  - Valerij Vasiljev, ruský lední hokejista († 19. dubna 2012)
- 1950
  - Waldemar Cierpinski, německý maratonec
  - John Landis, americký režisér, herec, scenárista, producent
- 1951
  - Marcel Dionne, kanadský hokejista
  - Hans Schlegel, německý fyzik a astronaut
- 1952
  - Thomas Munkelt, německý atlet, sprinter, olympijský vítěz

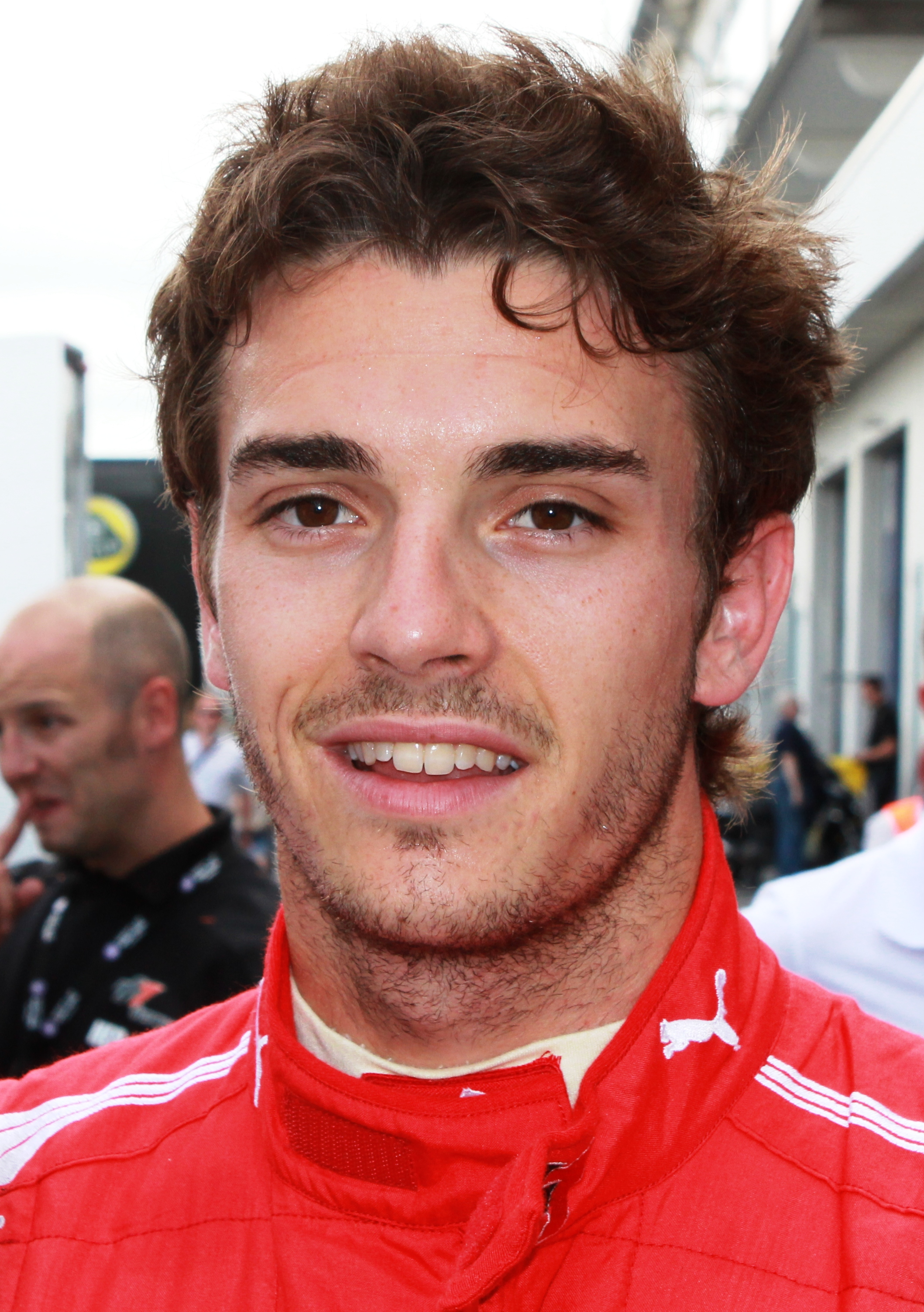
Jules Bianchi (* 1989)

  - Jules Bianchi (* 1989)Robert Stadlober, rakouský herec a hudebník
  - Osvaldo Ardiles, argentinský fotbalista
- 1956 – Štefan Margita, slovenský operní pěvec
- 1959
  - John C. McGinley, americký herec
  - Kóiči Tanaka, japonský chemik, nositel Nobelovy ceny
- 1963
  - James Hetfield, zpěvák skupiny Metallica
  - Isaiah Washington, americký herec
- 1972
  - Sandis Ozoliņš, lotyšský hokejista
  - Melissa Ponziová, americká herečka
- 1973 – Jay Cutler, americký kulturista, Daniel Stephan německý házenkář
- 1975 – Evika Siliňová, lotyšská právnička a politička
- 1977
  - Tómas Lemarquis, islandský herec
  - Tom Brady, bývalý hráč amerického fotbalu
- 1979
  - Bruno Levy, francouzský režisér
  - Evangeline Lilly, kanadská herečka
- 1983 – Valentyn Sypavin, ukrajinský horolezec
- 1984 – Ryan Lochte, americký plavec
- 1985 – Georgina Haig, australská herečka
- 1986 – Darja Domračevová, běloruská biatlonistka
- 1989 – Jules Bianchi, francouzský pilot Formule 1 († 17. července 2015)
- 1992
  - Denis Abljazin, ruský sportovní gymnasta
  - Karlie Kloss, americká modelka
- 1994 – Emerson Palmieri, italský fotbalista
- 2001 – Brandon Nakashima, americký tenista

## Úmrtí
Viz též Kategorie:Úmrtí 3. srpna — automatický abecedně řazený seznam.

### Česko

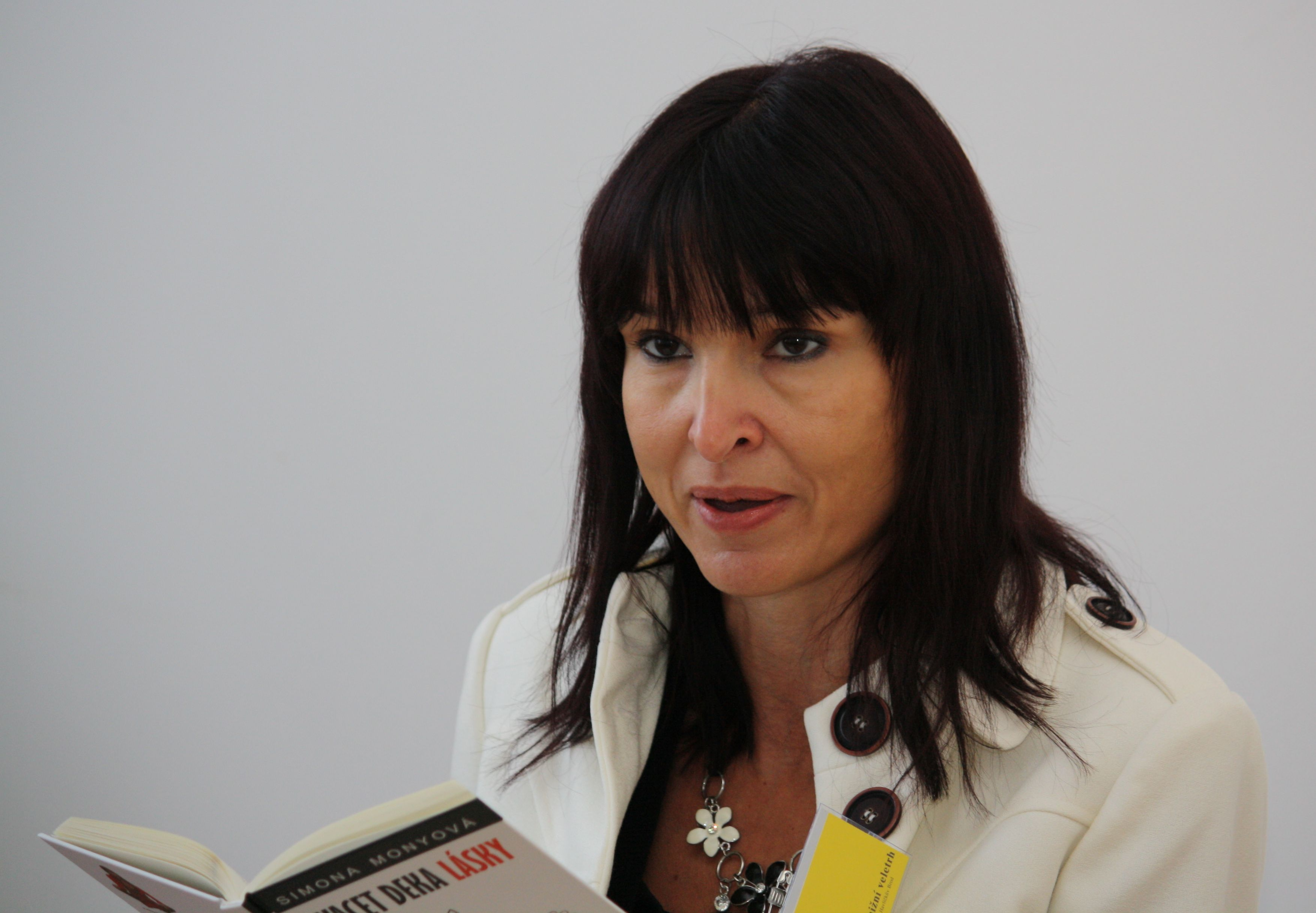
Simona Monyová († 2011)

- 1680 – Tomáš Pešina z Čechorodu, dějepisec a spisovatel (* 19. prosinec 1629)
- 1726 – Bernart Vilém z Říčan, kanovník katedrální kapituly u sv. Štěpána v Litoměřicích (* 1678)
- 1733 – Václav Render, olomoucký architekt (pokřtěn 31. srpna 1669)
- 1859 – Jan Norbert z Neuberka, šlechtic, národní buditel, sběratel umění (* 11. května 1796)
- 1894 – Martin Stelzer, plzeňský stavitel (* 31. ledna 1815)
- 1908 – Jan Nowopacký, malíř (* 15. listopadu 1821)
- 1915 – František Štěpán Kott, pedagog, lexikograf a překladatel (* 26. prosince 1825)
- 1917 – Jan Vaclík, diplomat a publicista (* 15. června 1830)
- 1922
  - Miloš Antonín Záruba, politik (* 30. ledna 1875)
  - Matyáš Lerch, matematik (* 20. února 1860)
- 1932 – Josef Penížek, novinář a překladatel (* 23. března 1858)
- 1940 – Bohuslav Koukal, odborový funkcionář a politik (* 10. září 1871)
- 1974 – Jiří Julius Fiala, hudební skladatel, herec a dirigent (* 14. září 1892)
- 1976
  - Jan Knobloch-Madelon, fotbalový reprezentant (* 20. července 1905)
- 1977 – Ludvík Svoboda, marxistický filozof a diplomat (* 4. května 1903)
- 1980
  - Josef Žemlička, malíř, ilustrátor, grafik a karikaturista (* 16. září 1923)
  - Alexander Heidler, kněz, teolog a publicista (* 1. prosince 1916)
- 1981 – Jaroslav Brodský, politický vězeň komunistického režimu v Československu (* 22. března 1920)
- 1984 – Přemysl Freiman, režisér a televizní redaktor (* 15. října 1921)
- 1987 – Zdeněk Buchvaldek, herec, režisér a politik (* 15. ledna 1928)
- 1990 – Alžběta Frejková, herečka (* 3. října 1907)
- 1992 – Josef Pojar, kněz, voják a příslušník výsadku Gummit (* 28. července 1914)
- 2006 – Jaromír Foretník, válečný letec RAF (* 17. prosince 1914)
- 2011
  - Robert Bakalář, sportovní novinář a komentátor (* 6. června 1940)
  - Simona Monyová, spisovatelka (* 17. března 1967)
  - Vítězslav Houška, spisovatel a karikaturista (* 30. dubna 1925)
- 2017
  - Pavel Kantorek, přírodovědec, profesor fyzikálních věd  a karikaturista (* 17. května 1942)
  - Miroslava Besserová, scenáristka, publicistka a spisovatelka (* 30. května 1946)
- 2020 – Hana Krampolová, česká herečka, manželka herce Jiřího Krampola (* 12. června 1961)

### Svět

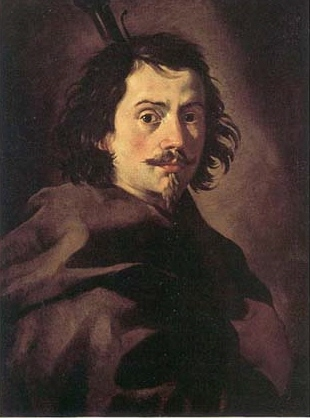
Francesco Borromini († 1667)

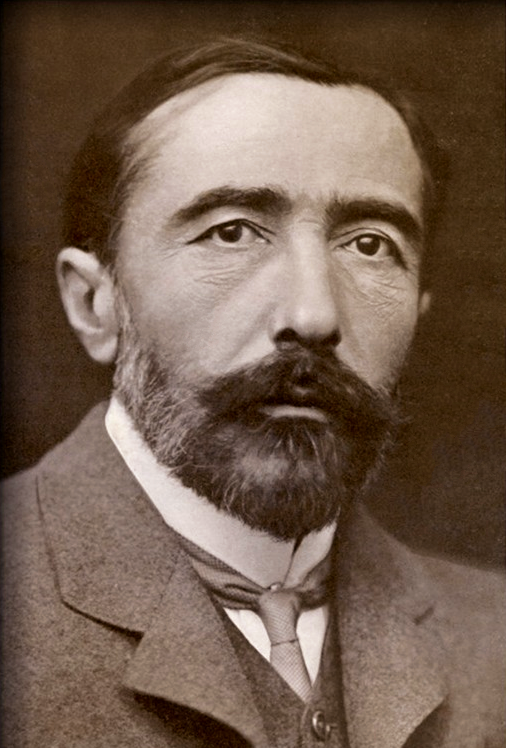
Joseph Conrad († 1924)

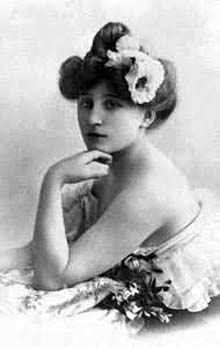
Colette († 1954)

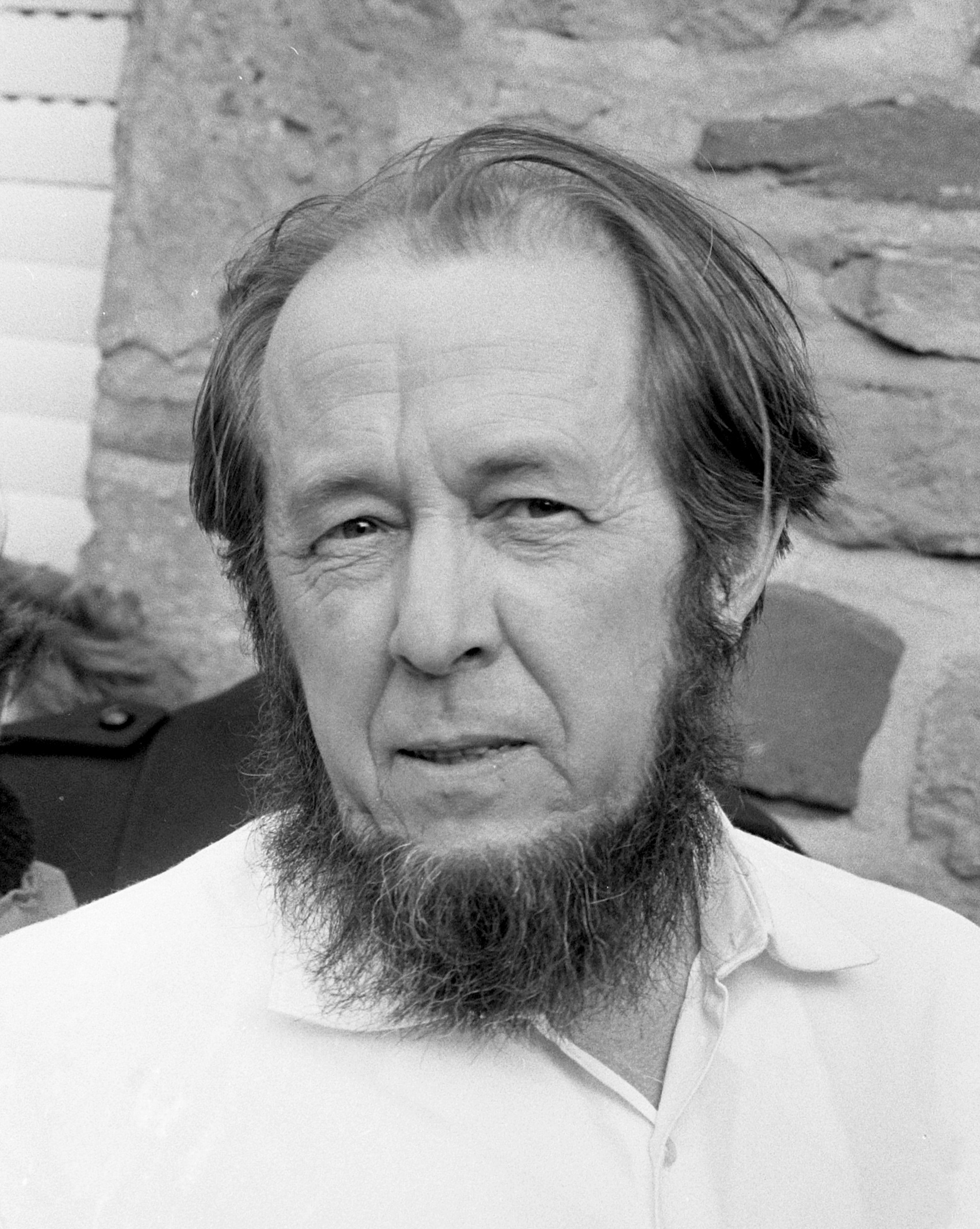
Alexandr Solženicyn († 2008)

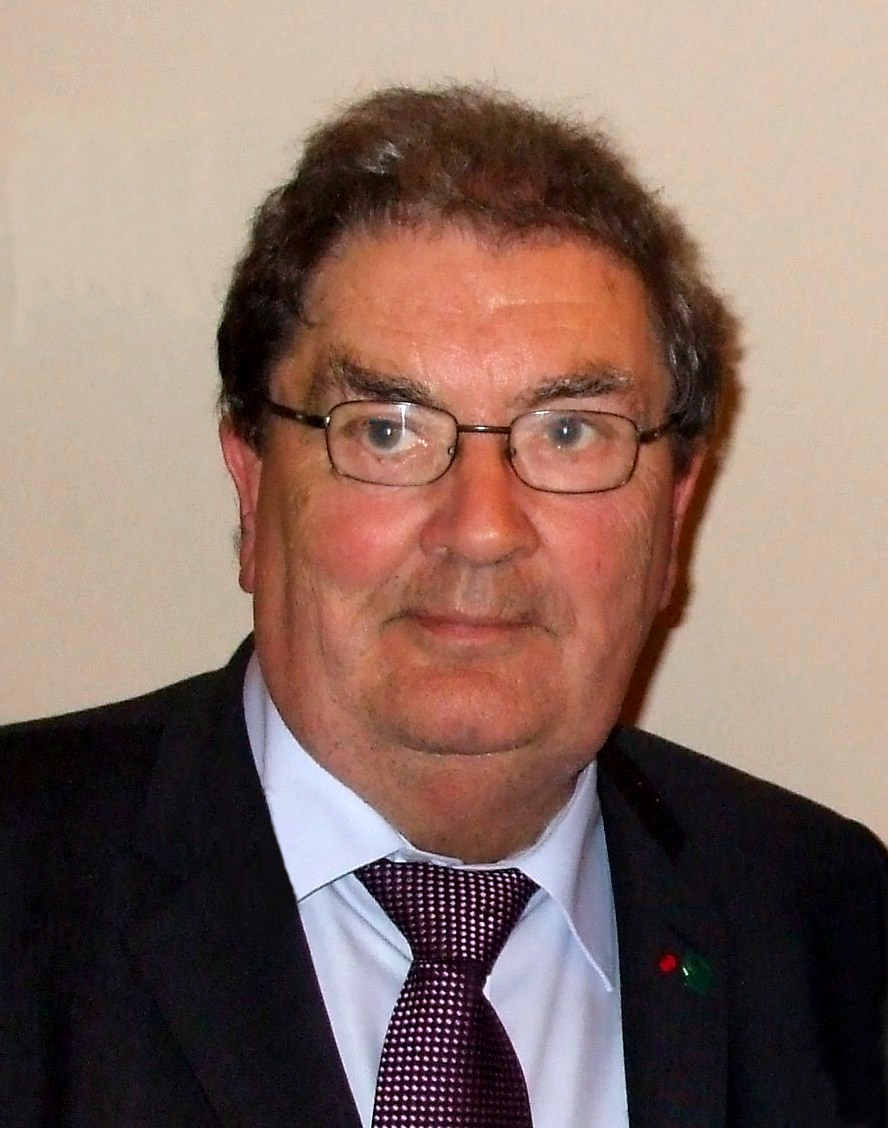
John Hume († 2020)

- 1270 – Jan Tristan z Nevers, hrabě z Nevers a z Valois (* 8. dubna 1250)
- 1460 – Jakub II. Skotský, skotský král (* 16. října 1430)
- 1467 – Eleonora Portugalská, císařovna jako manželka Fridricha III. Habsburského (* 1434)
- 1546 – Antonio da Sangallo mladší, italský renesanční architekt (* 12. dubna 1484)
- 1621 – Anna Kateřina Gonzagová, princezna mantovská, rakouská arcivévodkyně a hraběnka tyrolská (* 17. ledna 1566)
- 1667 – Francesco Borromini, italský architekt, tvůrce dynamického baroka (* 1599)
- 1671 – Antonio Barberini, italský katolický kardinál (* 5. srpna 1607)
- 1702 – Antonio della Porta, italský stavitel a architekt (* 1631)
- 1773 – Stanisław Konarski, polský pedagog, spisovatel a školský reformátor (* 30. září 1700)
- 1780 – Étienne Bonnot de Condillac, francouzský filozof (* 1715)
- 1784 – Giovanni Battista Martini, italský mnich, skladatel, hudební teoretik a učenec (* 24. dubna 1706)
- 1792 – Richard Arkwright, anglický technik a vynálezce, autor spřádacího stroje (* 1732)
- 1806 – Michel Adanson, francouzský etnolog a přírodovědec (* 7. dubna 1727)
- 1857 – Eugène Sue, francouzský novinář a prozaik (* 10. prosince 1804)
- 1884 – Paul Abadie, francouzský architekt (* 1812)
- 1895 – Dimitrie Brândză, rumunský botanik a lékař (* 10. října 1846)
- 1898 – Charles Garnier, francouzský architekt (* 6. listopadu 1825)
- 1914 – Louis Couturat, francouzský filozof, logik, matematik a lingvista (* 17. ledna 1868)
- 1916 – Roger Casement, irský básník a revolucionář (* 1. září 1864)
- 1918 – Hugo II. Logothetti, rakousko-uherský diplomat (* 2. října 1852)
- 1923 – Béla Gerster, uherský inženýr a stavitel (* 20. října 1850)
- 1924 – Joseph Conrad, anglický spisovatel polského původu (* 1857)
- 1926 – Albert Eichhorn, německý historik náboženství (* 1. října 1856)
- 1927 – Edward Bradford Titchener, anglicko-americký psycholog (* 11. ledna 1867)
- 1929
  - Thorstein Veblen, americký ekonom a sociolog (* 1857)
  - Emile Berliner, německo-americký vynálezce gramofonu (* 1851)
- 1934 – Vladimir Leonidovič Durov, sovětský krotitel, cirkusový artista a spisovatel (* 7. července 1863)
- 1935 – Şehzade Mehmed Abdülkerim, osmanský princ a vnuk sultána Abdulhamida II. (* 27. června 1906)
- 1936 – Fulgence Bienvenüe, francouzský inženýr (* 27. ledna 1852)
- 1942 – Richard Willstätter, německý chemik, nositel Nobelovy ceny (* 1872)
- 1954 – Colette, francouzská spisovatelka a žurnalistka (* 1873)
- 1964 – Flannery O'Connorová, americká spisovatelka (* 25. března 1925)
- 1966 – Lenny Bruce, americký satirik (* 1925)
- 1968 – Konstantin Konstantinovič Rokossovskij, sovětský a polský maršál a polský ministr obrany (* 1896)
- 1971 – Georgij Nikolajevič Babakin, sovětský radiotechnik a letecký konstruktér (* 13. listopadu 1914)
- 1977 – Makarios III., kyperský státník a prezident (* 13. srpna 1913)
- 1979
  - Bertil Ohlin, švédský ekonom a politik (* 23. dubna 1899)
  - Alfredo kardinál Ottaviani, prefekt Kongregace pro nauku víry (* 1890)
- 1980 – Dionýz Ilkovič, slovenský fyzik (* 18. ledna 1907)
- 1986 – Beryl Markham, pilotka britského původu a trenérka koní (* 26. října 1902)
- 1998 – Alfred Schnittke, rusko-německý skladatel (* 24. listopadu 1934)
- 2003 – Gabo Zelenay, slovenský legendární rozhlasový sportovní komentátor, moderátor a redaktor (* 1922)
- 2004 – Henri Cartier-Bresson, francouzský fotograf (* 22. srpna 1908)
- 2005 – Françoise d'Eaubonne, francouzská spisovatelka a feministka (* 12. března 1920)
- 2008 – Alexandr Solženicyn, ruský spisovatel (* 1918)
- 2009
  - Charles Gwathmey, americký architekt (* 1938)
  - Nikolaos Makarezos, řecký politik a armádní velitel (* 1919)
- 2011
  - Rudolf Brazda, poslední přeživší gay vězeň koncentračních táborů (* 26. června 1913)
  - Bubba Smith, americký herec a sportovec (* 28. února 1945)
  - Annette Charlesová, americká herečka (* 5. března 1948)
- 2014 – Kenny Drew mladší, americký klavírista (* 14. června 1958)
- 2017 – Robert Hardy, anglický herec (* 29. října 1925)
- 2020 – John Hume, irský politik, nositel Nobelovy ceny míru (* 18. ledna 1937)

## Svátky

### Česko
- Miluše
- Mirtil, Myrtil
- Auracián

### Slovensko
- Jerguš

### Svět
| 3. srpen v pražském KlementinuÚdaje jsou platné k 8. 7. 2025. | 3. srpen v pražském KlementinuÚdaje jsou platné k 8. 7. 2025. | 3. srpen v pražském KlementinuÚdaje jsou platné k 8. 7. 2025. |
| minimum                                                       | denní průměr                                                  | maximum                                                       |
| ------------------------------------------------------------- | ------------------------------------------------------------- | ------------------------------------------------------------- |
| 10,2 °C (1888)                                                | 20,6 °C (od 1961)                                             | 35,4 °C (2013)                                                |